# 鹧鸪山 (广州)
鹧鸪山是中国广东省广州市从化区的一个自然村。在江埔街道东南面约13千米，属上罗村管辖。因村落位在鹧鸪山之下而得名。清朝建村。1998年时，全村人口102人。